# Jaroslav Jurka
Jaroslav Jurka (Olomouc, 8 luglio 1949) è un ex schermidore cecoslovacco, ora ceco, vincitore di una medaglia d'argento ai campionati mondiali di scherma.